# Logiciel d'astronomie
Vous pouvez aider à l'améliorer ou bien discuter des problèmes sur sa page de discussion.
- Il peut contenir un travail inédit ou des déclarations non vérifiées. Vous pouvez l’améliorer en ajoutant des références. (Marqué depuis février 2025)

Vous pouvez aider à l'améliorer ou bien discuter des problèmes sur sa page de discussion.
- Il provient essentiellement de <lien absent>, ou recopie cette source, en partie ou en totalité. Cette source est libre de droits, mais elle peut être trop ancienne ou peu objective. Améliorez la pertinence et la neutralité de l’article à l'aide de sources plus récentes. (Marqué depuis février 2025)
- Il relève du guide pratique, ce qui n'est pas de nature encyclopédique. Vous pouvez reformuler les passages concernés, ou remplacer ce bandeau par {{pour Wikibooks}}, {{pour Wikiversité}}, ou {{pour Wikivoyage}}, afin de demander le transfert vers un projet frère plus approprié. (Marqué depuis février 2025)
- Il doit être recyclé. La réorganisation et la clarification du contenu sont nécessaires. (Marqué depuis février 2025)

- Archive Wikiwix
- Bing
- Cairn
- DuckDuckGo
- E. Universalis
- Gallica
- Google
- G. Books
- G. News
- G. Scholar
- Persée
- Qwant
- (zh) Baidu
- (ru) Yandex
- (wd) trouver des œuvres sur Wikidata

Les logiciels d'astronomie sont des logiciels utilisés par les astronomes dans des activités reliés à l'astronomie.
L'astronome amateur, aussi bien que les professionnels, se voit obligé d'utiliser l'informatique lorsqu'il atteint un certain niveau de pratique. En effet, avec l'apparition des montures automatisées et des caméras d'astronomie à capteurs CCD, l'informatique est devenu un outil aussi important que l'instrument d'observation lui-même.
Les principales catégories de logiciels d'astronomie sont :
- les logiciels de cartographie céleste et de planétarium virtuel ;
- les logiciels de traitement d'images astronomiques ;
- les logiciels de conception d'instruments d'observation.

## Logiciels de cartographie céleste et de planétarium virtuel
Un programme de ce type est principalement destiné à reproduire la voûte céleste sur un écran d'ordinateur. Le programme en lui-même est une partie infime du logiciel : une base de données constituée de catalogues astronomiques contenant les positions astrométriques de leur contenu. Cette base de données est principalement utilisée pour les calculs avant l'affichage à l'écran d'une carte céleste.
Selon le programme, on peut trouver des fonctions qui permettent d'établir un programme d'observation pour une date particulière, de rechercher des objets en fonction de certaines données dans un catalogue astronomique ou plus simplement de rechercher la position d'un astre dans le ciel. Certains permettent de piloter un instrument avec un driver (ou pilote informatique) incorporé au logiciel; certains permettent d'installer cette fonctionnalité en téléchargeant un pilote (le plus souvent ASCOM, un protocole pour les montures "informatisées"). Enfin, pour les logiciels semi-professionnels, il est même possible de piloter un observatoire complet (caméra CCD et coupole) via d'autres logiciels.

### Fonctions principales
Les fonctionnalités offertes par un logiciel de cartographie céleste et planétarium virtuel varient selon que le logiciel soit à usage basique ou semi-professionnel. L'étendue de ces fonctions dépend aussi des bases de données (catalogues astronomiques) qui sont intégrées ou que l'on peut y ajouter par téléchargement. Les instruments haut de gamme sont souvent livrés avec un tel logiciel.
Nota: Certaines fonctions présentées ci-dessous peuvent ne pas être disponibles dans les programmes les moins développés.

#### Fonctions de base
- Paramétrage du lieu, de la date et de l'heure de l'observation
- Affichage des constellations
- Recherche d'un astre dans un catalogue et affichage à l'écran
- Affichage des astres en fonction de leur magnitude
- Affichage des astres à une date déterminée
- Affichage des données liées à ces astres
- Impression d'une carte céleste affichée à l'écran
- Fonction d'agrandissement/réduction du champ affiché à l'écran
- Représentation du mouvement des astres sur la sphère céleste avec fonctions d'accélération ou de ralentissement du temps

#### Fonctions secondaires
- Vision nocturne de l'écran (rouge sur fond noir, diurne = blanc sur fond noir)
- Paramétrage de l'affichage (couleur des astres, taille et type de police, etc.)
- Recherche des astres observables à un moment donné
- La même recherche avec une magnitude limite
- Recherche en fonction du type d'astre
- Affichage d'une image FITS d'un astre
- Affichage de la carte céleste depuis un lieu d'observation non terrestre

#### Fonctions évoluées
- Pointage de l'instrument vers l'astre
- Affichage de la taille d'un champ photographique
- Pilotage d'une caméra CCD
- Pilotage d'une coupole
- Pilotage à distance par Internet

Ces trois dernières fonctionnalités nécessitent des logiciels supplémentaires, souvent du même éditeur, qui s'intègrent au logiciel de cartographie céleste et évitent bien des soucis à l'astronome amateur.

### Problèmes majeurs de logiciels de cartographie céleste et de planétarium virtuel
L'Univers est formé d'une multitude d'astres aux caractéristiques très variées. Le problème de la représentation de certains d'entre eux est lié à leur vitesse de déplacement angulaire sur le ciel : les "errants" (les planètes et leurs satellites, puis les astéroïdes et les satellites artificiels) par opposition aux "fixes" (les étoiles, puis les objets hors du système solaire).
Le calcul de la position des satellites artificiels nécessite des données récentes (TLEs) qui peuvent être téléchargées sur Internet. Certains logiciels, comme Seesat5, sont spécialisés dans le calcul de la position des satellites en orbite terrestre.

#### Le système solaire
Les astres du système solaire ont un mouvement tel qu'ils ne peuvent être représentés sur les atlas célestes. Les données informatiques n'étant pas figées comme sur le papier, il est possible de modifier en quasi permanence leurs positions. Grâce à l'informatique, les théories analytiques planétaires servant à calculer les éphémérides sont utilisées pour positionner les planètes et leurs satellites sur la voûte céleste; pour les astéroïdes on utilise une méthode de calcul du mouvement elliptique où l'on remplace les variables par leurs valeurs publiées par l'IMCCE ou le MPC.
Le second problème est que leur taille leur permet d'occulter les astres devant lesquels ils passent : il faut donc pouvoir ajuster l'affichage en conséquence. Il faut tenir compte de la taille des astres concernés et commencer par afficher les plus lointains puis les proches afin d'avoir l'effet de superposition réellement observé.
Le troisième problème vient de la rotation de ces astres sur leur orbite : il faut afficher l'astre tel qu'on le voit. Or, pour beaucoup d'entre eux (tous les astéroïdes notamment) aucune cartographie n'est disponible. Il est donc impossible d'avoir une représentation réelle à petit
champ de ces astres. Par ailleurs, la majorité des logiciels de cartographie céleste et de planétarium virtuel n'affichent qu'une esquisse des systèmes planétaires.
Exemple : la Lune se déplace de 15 degrés sur la voûte céleste en une heure, soit 0,25 degré (15 minutes d'arc) par minute, c'est-à-dire la moitié de son diamètre apparent. Elle est représentée sans tenir compte du mouvement de libration.

#### Le ciel profond
Le premier problème a été évoqué ci-dessus (les occultations).
Le second problème vient de la représentation des astres eux-mêmes. Chaque type d'astres a un symbole défini particulier (disque pour une étoile, cercle pour une étoile variable, ellipse pour une galaxie...) dont la taille varient en fonction de la magnitude (plus l'objet est lumineux plus le symbole est grand)
ou de la taille (les objets du ciel profond - nébuleuse, amas, galaxies - sont représentés en fonction de leur taille (une taille minimale est souvent affichée par défaut).
Certaines zones du ciel ont une densité en astres qui fait que l'on est obligé de superposer ces symboles pour figurer les astres qu'ils représentent. Par exemple, en zoomant sur une carte, une galaxie laisse apparaître les astres qui la forment, une étoile multiple se détaille en ses composantes. Dans la majorité des cas, les astres n'auront pas une représentation en rapport avec leur taille mais uniquement leur magnitude (seul l'affichage des images FITS permet cet affichage). Il faut donc pouvoir afficher l'objet en fonction des paramètres d'affichage. Ce problème est à la base des suivants.
Le troisième problème vient du fait que les objets hors du système solaire possèdent un mouvement propre sur la voûte céleste. Celui-ci est important pour certaines étoiles (maximum : 10 secondes d'arc par an pour l'étoile de Barnard). Peu de logiciels tiennent compte des mouvements propres car cela nécessite un volume de calcul important et ralentit énormément le programme.
Le quatrième problème vient des étoiles multiples. Une étoile multiple est semblable à un système planétaire. Il faut donc calculer la position de chacune des composantes afin de simuler le ciel à l'instant voulu.

#### Problèmes particuliers et conseils de base
Le premier problème vient du logiciel lui-même. On peut télécharger ou acheter un logiciel de cartographie céleste pour apprendre à se repérer sur le ciel, mais il vaut mieux envisager un achat que si l'on veut acquérir un instrument. Il faut faire attention à ce que la puissance du logiciel utilisé corresponde à l'usage envisagé. De plus, le prix d'un logiciel est souvent trompeur : à prix égal vous aurez plus de fonctions dans le prix avec moins de données et le contraire dans le second. Il faut également voir si le logiciel peut évoluer (ajout de catalogues par téléchargement). Dans tous les cas avant d'acheter un logiciel interrogez le vendeur sur les possibilités du logiciel et ayez une idée précise de ce que vous voulez observer.
Le second problème vient des catalogues astronomiques : il faut avoir les dernières versions de ceux-ci pour avoir des données à jour. Ne pas hésiter à télécharger tous les ans les bases de données des comètes et des astéroïdes (les éléments orbitaux changent avec cette périodicité). Si votre logiciel permet l'ajout de catalogues ne pas hésiter à les graver, de même que tout téléchargement de données, sur DVD ou un support externe (disque dur ou autre) afin d'avoir une copie de sauvegarde.
Le troisième problème est lié à l'évolution de l'astronomie elle-même : on peut avoir un astre brillant sur une image et ne pas le trouver ou d'avoir une valeur différente dans son logiciel (il s'agit le plus souvent d'une nova, d'une supernova ou d'un astéroïde). Il est important dans ce cas de vérifier ces données sur les sites appropriés CDS notamment ou de s'abonner à des listes de diffusion sur le sujet vous intéressant. Vous ne pouvez pas prétendre avoir découvert un nouvel objet si vous utilisez un logiciel limité en magnitude ou si vous ne vérifiez pas que celui-ci a déjà été repéré.

## Logiciels de traitement d'images astronomiques
Contrairement aux appareils photographiques numériques (APN), les caméras CCD utilisées pour l'astrophotographie fonctionnent majoritairement en noir et blanc. Toutefois, en raison du coût élevé de celles-ci et grâce au développement de l'informatique, l'astrophotographie bénéficie d'un instrument meilleur marché : l'astrocam qui fonctionne en couleur.
L'utilisation d'un logiciel de traitement d'images reste toutefois nécessaire afin de faire ressortir des détails de l'image ou d'assembler ces mêmes images après traitement (ces instruments ont un petit champ et ne permettent pas de faire la photographie d'un astre étendu en une seule fois). Pour les caméras en noir et blanc, ces logiciels ont pour fonction supplémentaire d'additionner les images de chaque couleur : cette opération s'appelle le compositage.